# Michael Ojemudia
Michael Ojemudia (Farmington Hills, 12 settembre 1997) è un giocatore di football americano statunitense che milita nel ruolo di cornerback per i Los Angeles Rams della National Football League (NFL).

## Carriera universitaria
Ojemudia gioco a football all'Università dell'Iowa dal 2015 al 2019. Passò il suo primo anno ad Iowa come redshirt, poteva cioè allenarsi con la squadra ma non scendere in campo.
Nella seconda stagione venne spostato da safety al ruolo di cornerback, giocando sporadicamente alcune partite da titolare.
Diventò definitivamente titolare durante l'anno da senior e a fine stagione decise di dichiararsi eleggibile per il draft 2020, partecipando al Senior Bowl e alla NFL Combine.

## Carriera professionistica

### Denver Broncos
Ojemudia venne scelto nel corso del terzo giro (77º assoluto) del Draft NFL 2020 dai Denver Broncos. Debuttò come professionista nella gara del primo turno contro i Tennessee Titans mettendo a segno 2 tackle e un passaggio deviato. Nel sesto turno, contro i New England Patriots, mise a segno il suo primo fumble forzato nella vittoria per 18-12. Nell'ultima partita della stagione fece registrare 2 fumble forzati nella sconfitta contro i Las Vegas Raiders. La sua stagione da rookie si chiuse con 62 placcaggi, disputando tutte le 16 partite.

### Chicago Bears
Il 28 dicembre 2022 Ojemudia firmò con i Chicago Bears.

### Los Angeles Rams
Il 21 settembre 2023 Ojemudia firmò con la squadra di allenamento dei Los Angeles Rams.